# 伏羌堡遺址
伏羌堡遺址位於四川省綿陽市北川縣，文物遺址年代判定為明。2012年7月16日公佈為第八批四川省文物保護單位。

## 簡介[2]
伏羌堡遺址位於四川省綿陽市北川羌族自治縣都壩鄉皇帝廟村西500公尺。始建於明朝中期，坐東向西，北靠陡峭的高山之上。城牆保存基本完好，最高處為6.25公尺，最厚處達10余公尺，周長449公尺。城西北方下側800公尺處有面積近萬平方公尺的校場一處。城東北面上方600公尺處有一約10立方公尺的巨石，石上有隸書“伏羌江山雄壯”六字，每字0.16平方公尺，落款為“督工總族王加國國”等九人。伏羌堡為明代古軍事遺址，地處平武（古龍安府）、北川（古石泉）交界地，又為漢、羌居住分界處，歷史上曾多次發生民族衝突，此堡即為明官府修築，設重兵防守羌人之用。它是歷史上漢、羌融合的重要歷史見證。1999年，綿陽市人民政府公佈為市級文物保護單位。